# Harry Witherby

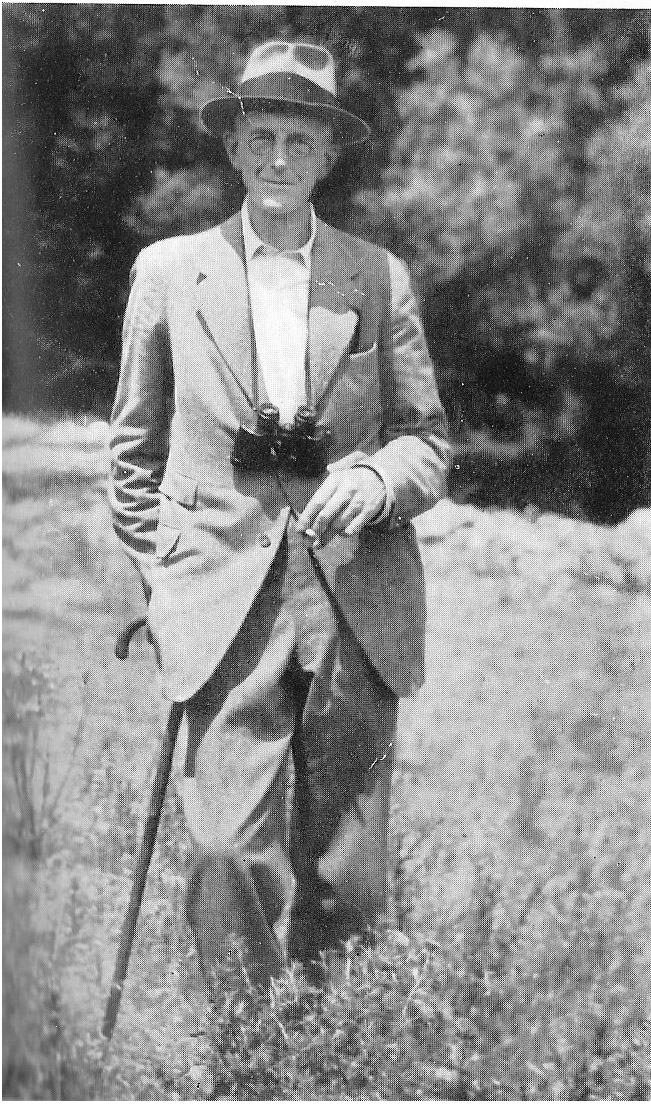
Harry Forbes Witherby (1937)

Henry Forbes Witherby (* 7. Oktober 1873; † 11. Dezember 1943 in Gracious Pond Farm, Chobham, Surrey), besser bekannt als Harry Witherby, war ein britischer Ornithologe, Autor, Herausgeber und ab 1907 Gründer des British Birds magazine.
Die Familienfirma H. F. and G. Witherby, ursprünglich Drucker, begann zu Beginn des 20. Jahrhunderts Vogelbücher zu veröffentlichen.
Schon in jungen Jahren widmete sich Witherby dem Vogelstudium und unternahm ausgedehnte Reisen. Er besuchte dazu den Iran, die Kola-Halbinsel und den Weißen Nil. Letztere Reise beschrieb er 1902 in seinem Buch Bird Hunting on the White Nile.
1909 begann er mit der ersten organisierten Vogelberingung in England. Anschließend übertrug er die Verantwortung hierfür auf den British Trust for Ornithology, der die Vogelberingungen bis 1937 fortführte.
Witherby war Vorsitzender des British Ornithologists’ Club von 1924 bis 1929 und Präsident der British Ornithologists’ Union von 1933 bis 1938.
Er war ein Gründungsmitglied und früher Vizevorsitzender des British Trust for Ornithology. Witherby finanzierte diese Organisation vor allem aus den Verkaufserlösen seiner umfangreichen Sammlung von ausgestopften Vögeln an das British Museum.
Zwischen 1938 und 1941 veröffentlichte Witherby eines der populärsten Standardwerke über die britische Vogelwelt. The Handbook of British Birds erschien in fünf Bänden und kam bis 1988 in fünf Auflagen heraus.
1937 wurde er mit Godman-Salvin-Medal der BOU ausgezeichnet.
Witherby beschrieb erstmals Vogelarten wie die Obbialerche (Spizocorys obbiensis) und die Somaliläuferlerche (Alaemon hamertoni).

## Schriften
- mit F.C.R. Jourdain, Norman F. Ticehurst, Bernard W. Tucker: The Handbook of British Birds, 5 Bände, H. F. & G. Witherby, 1938 bis 1941 (englisch)
  - Eine gekürzte Version wurde 1952 von Philip Hollom veröffentlicht und erschien 1988 in 5. Auflage (englisch)